# SBB Tm II

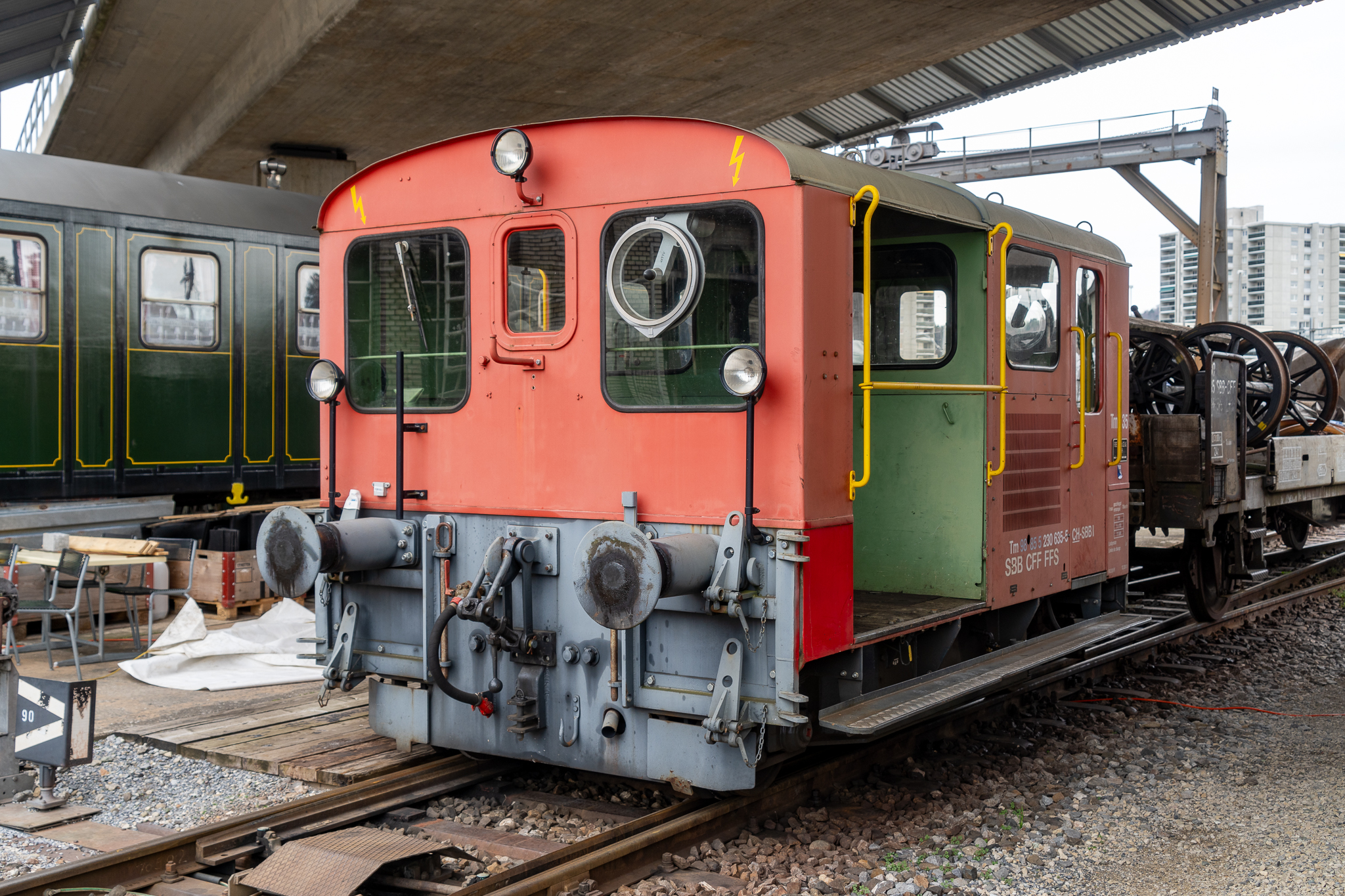
Tm II 635 im Bahnpark Brugg am 2. März 2024

Die TmII sind kleine zweiachsige Schienentraktoren der Schweizerischen Bundesbahnen (SBB) und verschiedener Privatbahnen die für den Rangierdienst oder den Baudienstes verwendet wurden. Sie wurden seit 1950 über einen Zeitraum von fast 20 Jahren in grosser Stückzahl beschafft und werden als TmII bezeichnet. Es gibt sie in Normal- wie auch in Schmalspur, wobei die Schmalspurversion auch in einer Ausführung existiert, die für den gemischten Adhäsions- und Zahnradbetrieb ausgelegt ist.

## Technik
Die Schienentraktoren, kurz auch als Traktoren bezeichnet, haben eine gedeckte Ladefläche für den Materialtransport und ein grossräumiges, geschlossenes Führerhaus. Der Dieselmotor der Firma Saurer entwickelt eine Leistung von 70 kW, die Höchstgeschwindigkeit beträgt 45 km/h. Der Motor treibt über ein mechanisches Getriebe und Ketten beide Achsen an. Die werksseitige Typenbezeichnung bei Aebi war 95 SA3 RS.

## Lieferungen

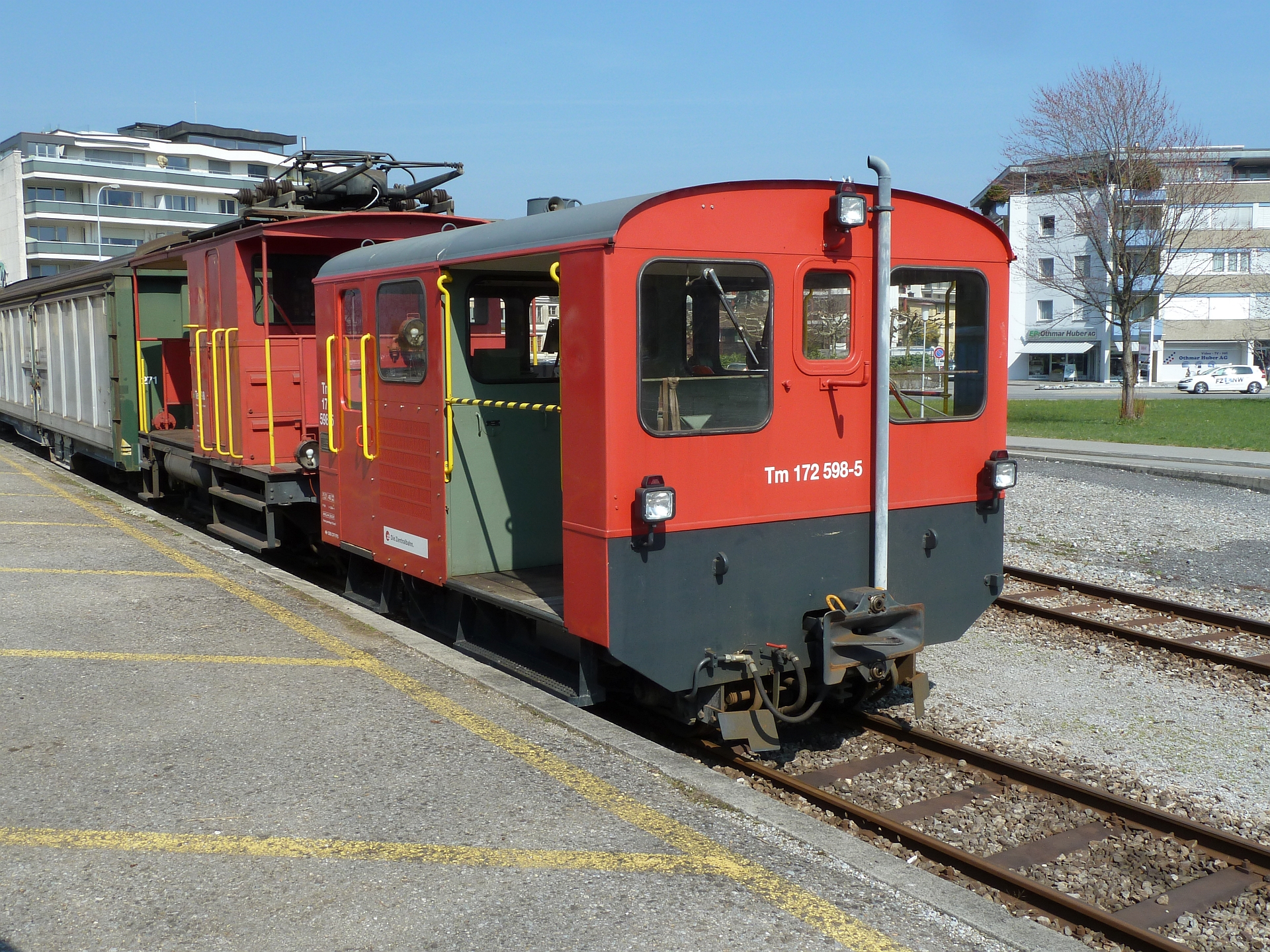
Tm^{II} 172 598 in Stansstad

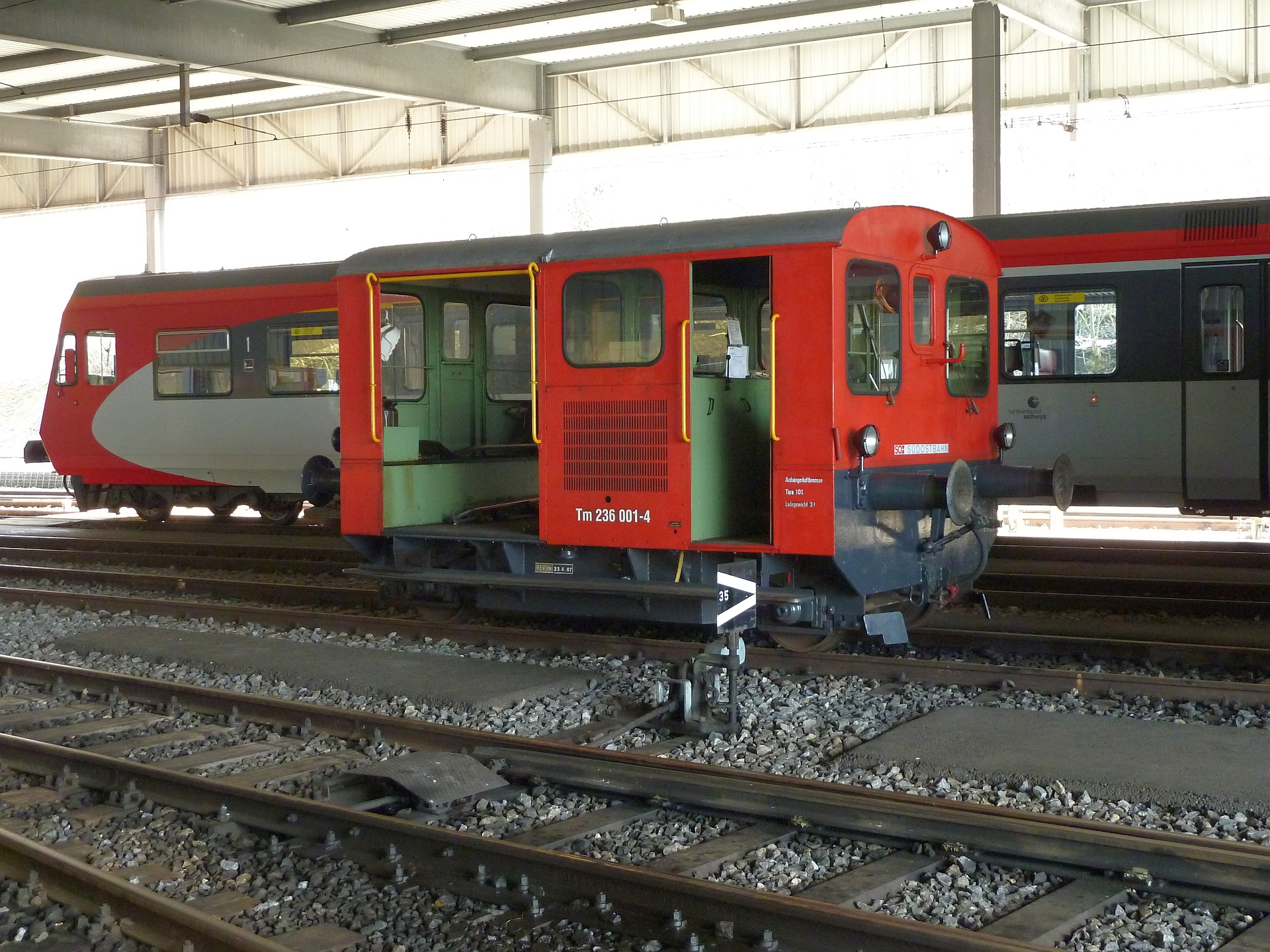
Tm^{II} 236 001 der SOB in Herisau

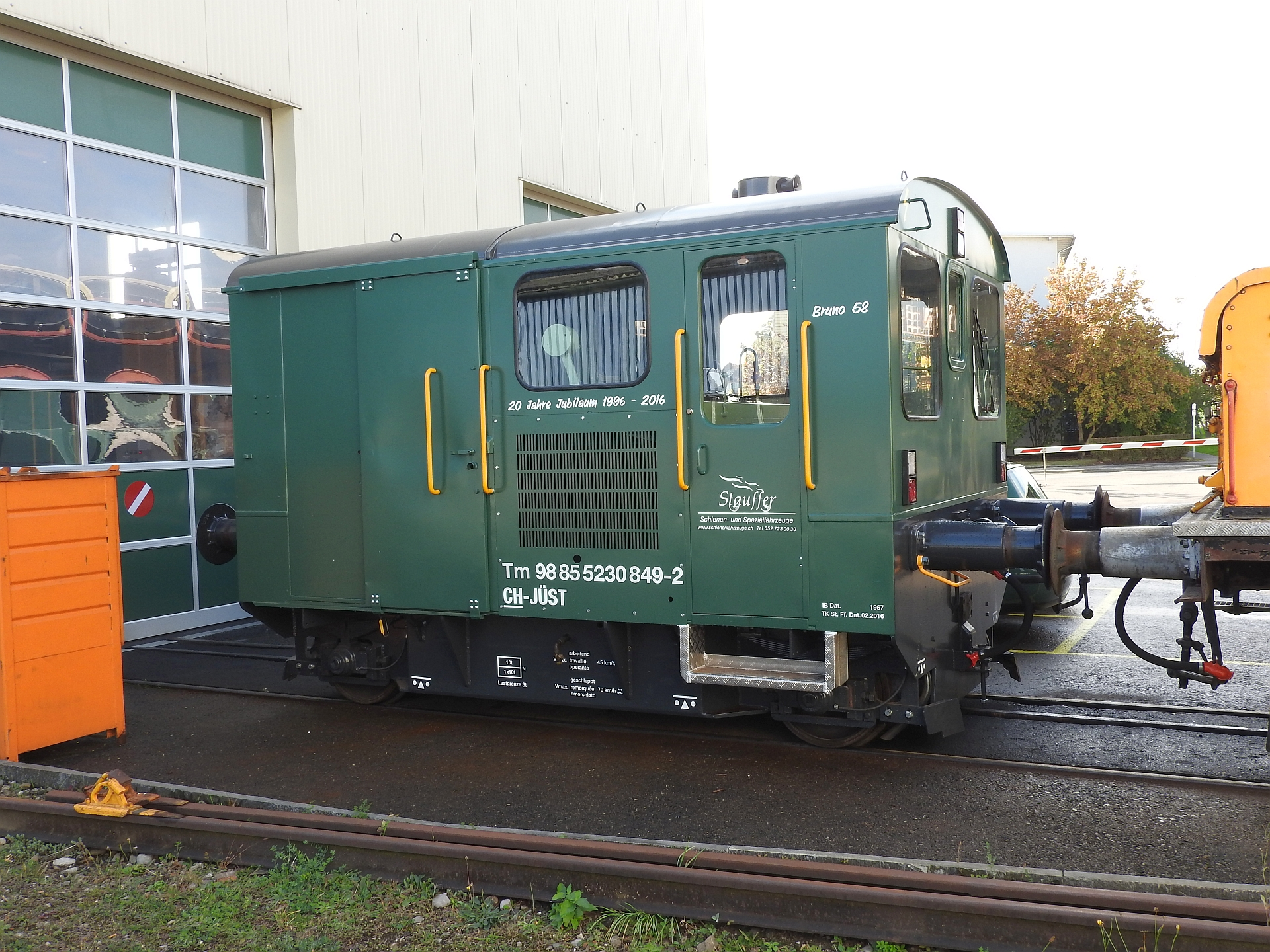
Tm^{II} 849 in Frauenfeld

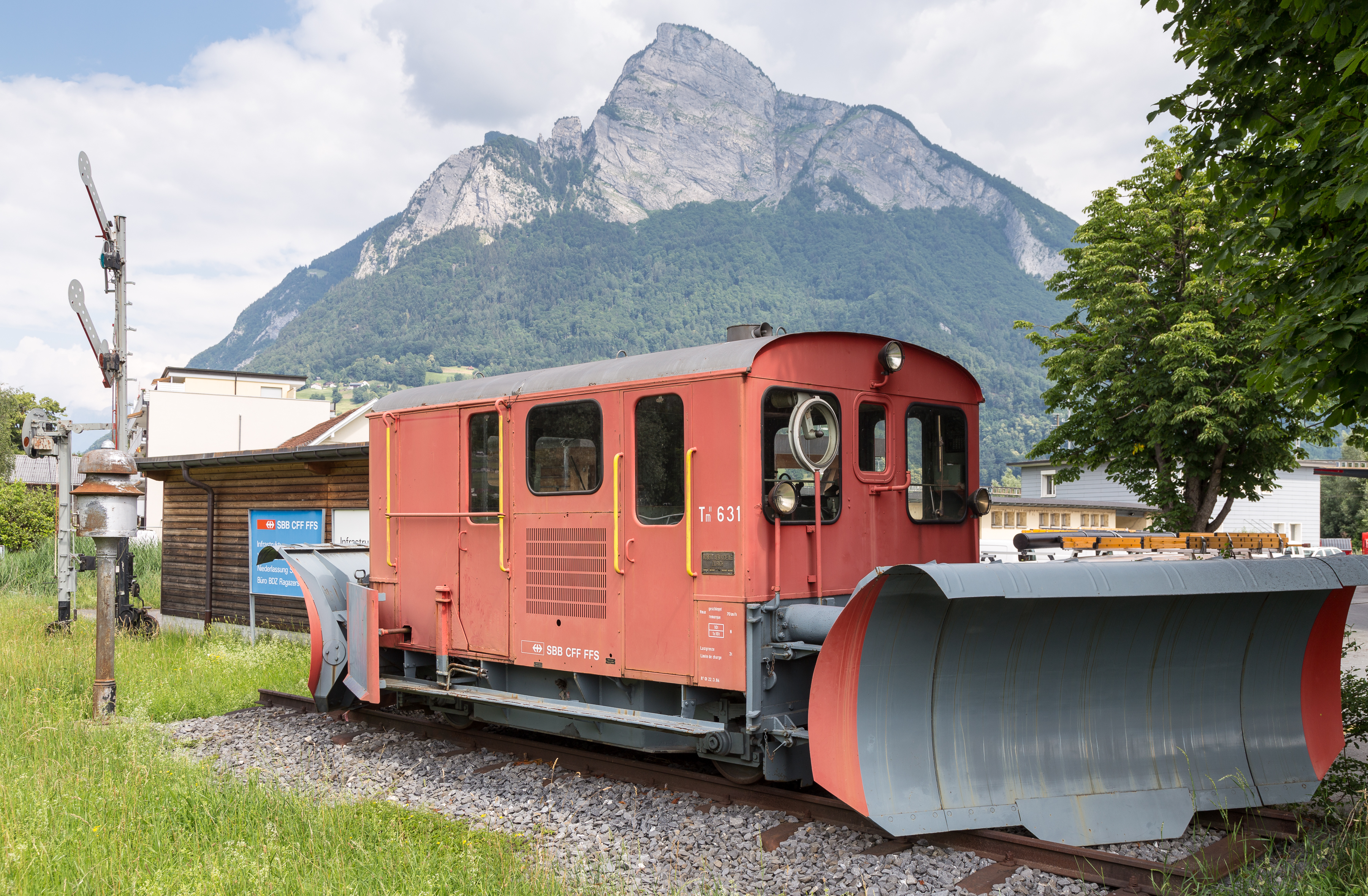
SBB Tm^{II} Nr. 631 in Sargans

Einer von RACO in den Jahren 1948 und 1949 gelieferten als SBB Tm 535–542 bezeichneten Vorserie des TmII mit einem benzinbetriebenen Motor und einer Leistung von lediglich 30 kW folgten zwischen 1950 und 1969 etwa 250 Fahrzeuge der verstärkten, standardisierten Bauart, die von der Robert Aebi in Regensdorf an die Schweizerischen Bundesbahnen geliefert wurden. Die Benzinmotoren der Vorserienfahrzeuge wurden in den 1960er Jahren durch Dieselmotoren ersetzt.
Zwei Fahrzeuge wurden 1962 von RACO an die Bodensee-Toggenburg-Bahn (BT) als BTII 1 und 2 geliefert und wurden nach der Fusion zur Südostbahn (SOB) als SOB Tm 236 001 und 002 eingereiht.
An die SBB-Brünigbahn gingen neben den reinen Adhäsionstraktoren SBBII 596–598 und TmII 981–983 auch zwei Fahrzeuge für Adhäsions- und Zahnradbetrieb. Sie wurden 1965 in Dienst gestellt und erhielten die Baureihenbezeichnung SBB Tmh 985 und 986. Sie hatten mit 120 kW einen wesentlich stärkeren Motor. Diese konnten auf der Zahnradstrecke mit einer Höchstgeschwindigkeit von 27 km/h gefahren werden, im Adhäsionsbetrieb mit maximal 40 km/h. Sie wurden im Jahre 2004 an die Dampfbahn Furka-Bergstrecke (DFB) verkauft.
SBB TmII 596–598 und TmII 981–983 gingen mit der Übernahme der Brünigbahn von der SBB an die Zentralbahn in Meiringen. TmII 596 wurde später an das Regionalverkehrsunternehmen Regionalverkehr Bern–Solothurn (RBS) für deren Werkstattdienst in Worbboden verkauft. Er wurde dort noch im Jahre 2002 grundlegend restauriert und trägt die Bezeichnung RBS Tm 2/2 161.
In den 1980ern kamen zur Brünigbahn noch zwei aus Normalspur umgebaute TmII 980 (ehemals TmII 709) und 984 (ex TmII 828) (siehe auch im Abschnitt Verbleib).
Bei der Zentralbahn ist heute neben dem von der SBB erworbenen Tm 101 auch ein 1961 gebauter ähnlicher Rangiertraktor mit der werksseitigen Typenbezeichnung 100 DA3 HT im Einsatz. Er wurde 1961 in 1000 mm Spurweite – zunächst als StEB Tm 51 bezeichnet – direkt an die Gesellschaft Stansstad–Engelberg-Bahn (StEB) geliefert. Über die Umfirmierung in Luzern–Stans–Engelberg-Bahn (LSE) im Jahre 1964 und die Übernahme der Brünigbahn ist er als Tm 102 bei der Zentralbahn eingereiht.

## Einsatz

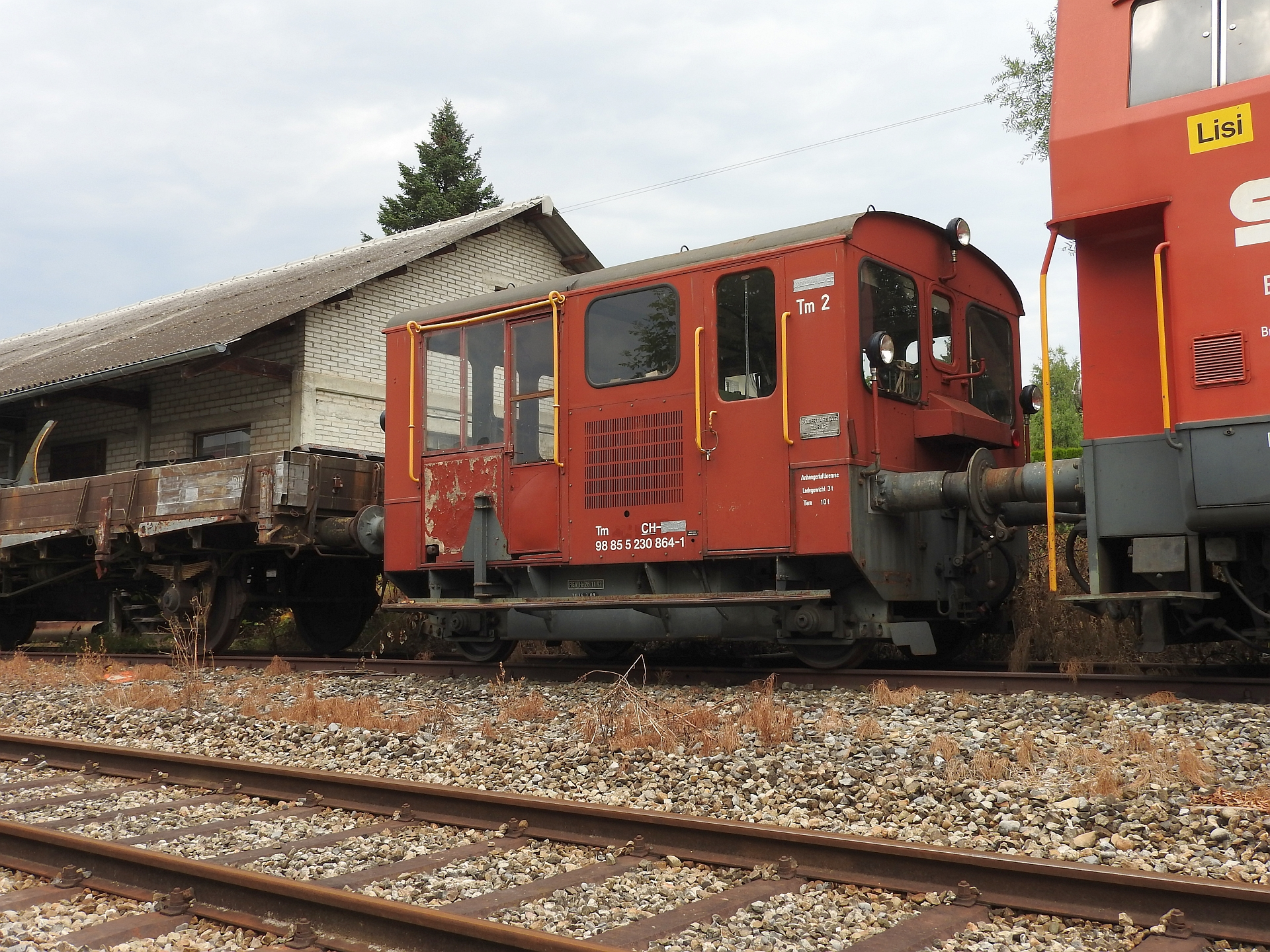
Tm II 98 85 5 230 864-1 in Triengen

Ursprünglich wurden die Traktoren im Baudienst eingesetzt, gegen Ende ihrer Einsatzzeit waren sie nur noch im Stationsdienst oder als Reserve für Winterdienste im Bestand. Mit der Einführung neuer Bauartbezeichnungen wurden die TmII der Staatsbahn als Baureihe 230 unter Beibehaltung der laufenden Seriennummer bezeichnet, die Traktoren der Privatbahnen erhielten an der dritten und vierten Stelle zwei Ziffern zur Bezeichnung des Eigentümers. Mit der Einführung zwölfstelliger Nummern seit dem Jahre 2005 wurde daraus 98 85 5 230 ergänzt durch die ursprüngliche Seriennummer. Nur an wenigen Fahrzeugen war diese offizielle Bezeichnung in den Folgejahren aber auch tatsächlich angeschrieben. Am 1. Januar 2008 waren noch 36 Fahrzeuge bei den SBB im Bestand. Aktuell sind nahezu alle Traktoren dieser Bauart bei den Schweizerischen Bundesbahnen ausgeschieden. Es sind nur noch der SBB TmII 816 bei der Division Personenverkehr, sowie SBB TmII 635 und 647 bei der Division Infrastruktur vorhanden.

## Verbleib
Die Vorserienfahrzeuge wurden bis 1982 an Werk- und Privatbahnen verkauft, SBB Tm 536 ging 1980 an die Sihltal-Zürich-Uetliberg-Bahn (SZU), wurde dort als Tm 2/2 10 (in zweiter Besetzung) eingereiht. Er erhielt noch die Computernummer 236 510 und ist bei der Zürcher Museums-Bahn (ZMB) erhalten geblieben.
Einige der Traktoren der standardisierten Bauart gingen nach dem Ende ihrer Dienstzeit an Werks- und Museumsbahnen.
- Der EBT Tm 14 (RACO 1826, 1975) ist vorhanden als 98 85 5 230 514-2 CH-IRSI[9]
- TmII 611 wurde erst im Jahre 2012 ausrangiert und ist bei der Stiftung Historisches Erbe der SBB (SBB Historic) erhalten geblieben.
- TmII 617 ist bei Markus Johannes Amrein, auch bekannt als EW Nostalgie, erhalten geblieben.[10]
- TmII 620 steht in der Rotonde Delémont und ist auf die SBB eingetragen.Der Tm II (98 85 5 230 797-3, „Bonbonina“) der Sursee-Triengen-Bahn als Rangiertraktor für den Tabakverlad in Triengen

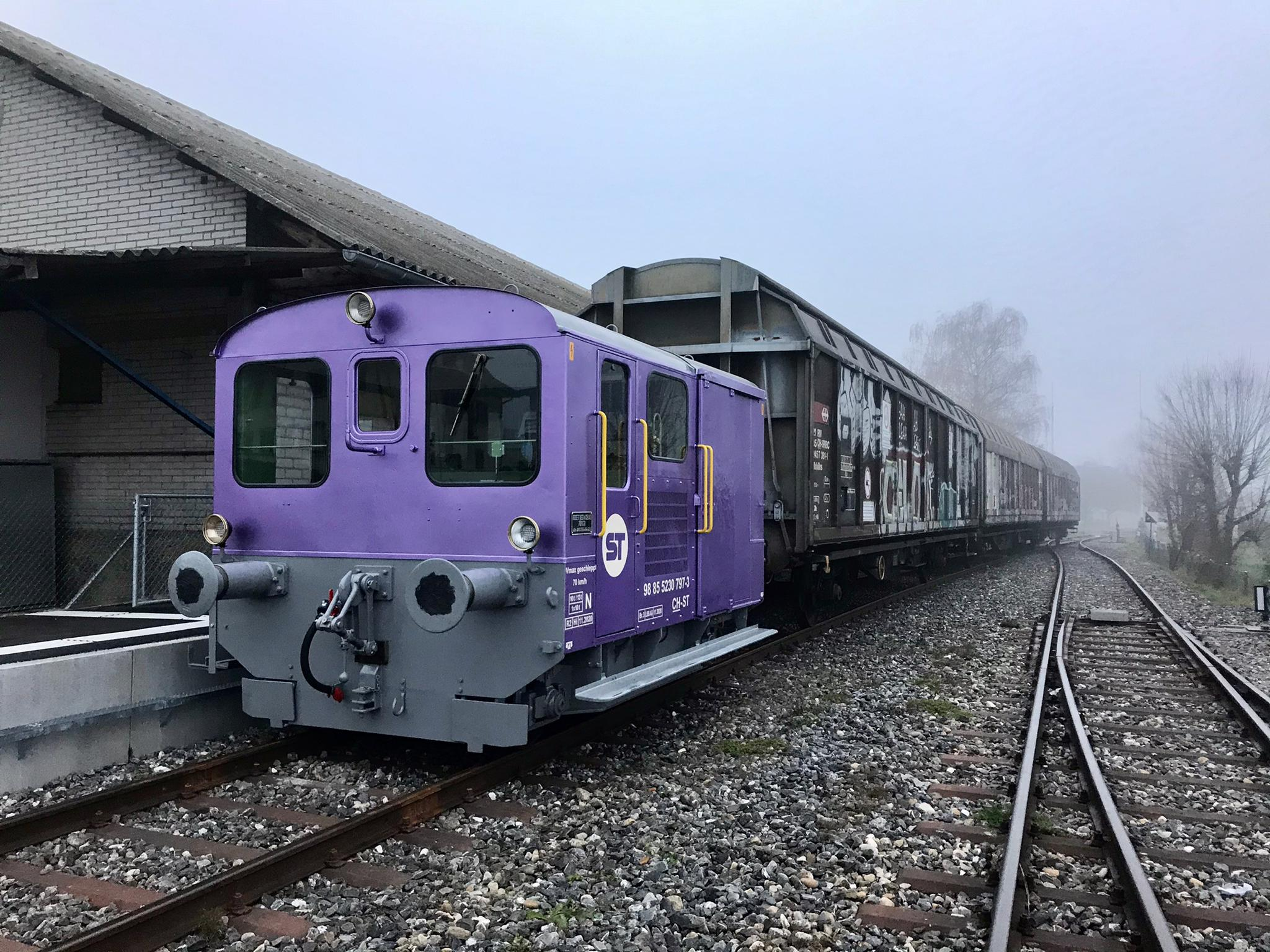
Der Tm II (98 85 5 230 797-3, „Bonbonina“) der Sursee-Triengen-Bahn als Rangiertraktor für den Tabakverlad in Triengen

- TmII 631 mit Ausstattung für den Winterräumdienst wurde als Denkmal am Eingang zum Rundlokschuppen in Sargans aufgestellt.
- TmII 633 steht im Rangierbahnhof von Delémont und ist im Besitz der Stiftung Historisches Erbe der SBB.
- TmII 635 war als einer der letzten Traktoren der Bauart noch gelistet und diente noch Ende des Jahres 2016 dem Depot des Rangierbahnhof in Zürich/Limmattal. Er wurde im Januar 2024 an den Verein Dampfgruppe Zürich abgegeben. Ebenfalls dem VDZ gehört der TmII 758.
- TmII 643 dient der Recyclingfirma soRec AG aus Gossau SG als Werkstraktor.
- TmII 647 diente der SBB zuletzt im Rangierbahnhof Basel und wurde im Januar 2024 an den Verein Dampfbahn Bern verkauft.
- TmII 653 gehörte bis im Januar 2024 EW Nostalgie und wurde nun an den Verein Dispopendel verkauft.[11]
- TmII 663 wurde an die Mittelthurgaubahn (MThB) verkauft und war dort als Tm 236 647-4 im Einsatz. Später wurde er an die Winpro AG (ab 2005 Stadler Winterthur) in Winterthur verkauft. Sein Verbleib ist unbekannt.
- TmII 685 ging an EW Nostalgie als Tm 98 85 5 230 685-0 CH-MJA (intern TmII 230 685).[12]
- TmII 700 wurde im Februar 2002 ausgemustert und an die Regionalverkehr Mittelland (RM) verkauft. Dort trug er die Bezeichnung Tm 236 342-2 und kam im Juni 2006 durch die Fusionierung der Regionalverkehr Mittelland AG mit der BLS Lötschbergbahn (BLS) zur neuen BLS AG. Er behielt seine Nummer und war fortan als BLS Tm 236 342-2 eingereiht. Im Jahre 2011 schied er schliesslich auch bei der BLS aus und wurde an die LSB Lok Service Burkhardt AG in Hinwil verkauft. Im September 2016 war er noch auf deren Abstellgleisen im benachbarten Rüti abgestellt. Im November 2017 wurde er an das Ausbildungsunternehmen viafier by niggli verkauft, wo er für die VTE 10 Ausbildungen eingesetzt wird.
- TmII 706 steht als Tm 93 beim DVZO im Einsatz.[13]
- TmII 709 wurde 1987 auf Schmalspur für die SBB-Brünigbahn umgebaut und trug fort an die Bezeichnung TmII 980. Im Jahr 2010 wurde er von der Meiringen-Innertkirchen-Bahn (MIB) übernommen, die ihm die Nummer 10 gab und nur ein Jahr später an die Museumsbahn La Traction als TmII 10 weiter gab.[14][15]
- TmII 717 war zuletzt beim Verein 241A65, heute Dampflok Depot Full, vorhanden. Sein Verbleib ist unbekannt.
- TmII 725 und 785 sind in Biasca beim Swiss Railpark St. Gotthard (ehemals Club del San Gottardo) untergebracht.
- TmII 734 ging nach seiner Umspurung auf 1000 mm im Jahre 1995 als Tm 101 an die Luzern-Stans-Engelberg-Bahn (LSE) und gelangte durch deren Fusion mit der Brünigbahn ebenfalls zur Zentralbahn.[16]
- Tm II 749 gehört zur Sammlung des Vereins DSF Koblenz.[17]
- TmII 751 wurde als Rangierlok an STAG Bahnwagen-Service in Sargans verkauft und trägt die Nummer Tm 98 85 5 230 751-0 CH-BWSHO.[18][19]
- TmII 770 ging an die Holcim und diente in deren Niederlassung in Sargans im ehemaligen Lokdepot dem Verschub von Güterwagen, die dort unterhalten werden.[20] Sein weiterer Verbleib ist unbekannt.
- TmII 784 ist bei der Museumsbahn Etzwilen Singen, Stiftung Museumsbahn SEHR&RS, nicht betriebsfähig abgestellt.
- Der TmII 797 wurde 2019 an die Sursee-Triengen-Bahn verkauft, im Sommer 2020 bei der LSB in Hinwil revidiert, perlviolett angestrichen und wird nun im Surental unter dem internen Namen „Bonbonina“ als Baudienst- und Rangiertraktor eingesetzt.[21]
- TmII 813 des Vereins «Mikado 1244» hat seinen ständigen Standort im Bahnpark Brugg.[22]
- TmII 801 ist bei der Museumsbahn Etzwilen Singen, Stiftung Museumsbahn SEHR&RS[23]
- TmII 815 und 849 gehören der Stauffer Schienen- und Spezialfahrzeuge aus Frauenfeld.
- TmII 816 wurde im November 2008 an das SBB Industriewerk Biel/Bienne für den internen Werksverschub abgegeben. Dort war er im August 2014 noch vorhanden.[24] Er wurde zu einem unbekannten Zeitpunkt ebenfalls an STAG Bahnwagen-Service verkauft und kommt ebenfalls in Sargans zum Einsatz.
- TmII 828 wurde 1983 für die Verwendung auf der Brünigbahn auf 1000 mm umgespurt und zunächst als TmII 984 bezeichnet. Mit der Übernahme durch die Zentralbahn erhielt er die Nummer Tm 172 984.[25] Im September 2014 wurde dieses Fahrzeug durch die Shiptec AG aus Luzern als Denkmal hergerichtet und beim Apart Hotel in Rotkreuz aufgestellt. Der Innenraum wurde mit einer Bar versehen.[26]
- TmII 834 gehört der Firma Lok Service Balmer aus Hinwil.
- Der Tm 98 85 5 230 855-9 (RACO 1627) wird beim Verein Historische Mittel-Thurgau-Bahn eingesetzt.
- Der TmII mit der EVN 98 85 5 230 864-1 (RACO 1722, 1964)[27] ist ursprünglich als Tm 2 an die Bodensee-Toggenburg-Bahn geliefert worden und gehört jetzt der Sursee-Triengen-Bahn. Er hat einen perlvioletten Anstrich erhalten und wird intern als „Violettina“ bezeichnet. Im Winter sind beidseitig Schneepflüge montiert für die Schneeräumung der Strecke Hinwil-Bauma und ist dann in Bäretswil stationiert.[28]